# Francesco Eredi
Francesco Eredi auch Heredi (* um 1575 in Ravenna; † nach 1636) war ein italienischer Komponist, Kapellmeister und Musikpädagoge.

## Leben und Wirken
Francesco Eredis Geburtsdaten sind nicht genau belegt. Die Angaben des angenommenen Geburtsdatums in Quellen werden mit dem 10. Oktober 1575 und dem 8. Januar 1581 benannt, wobei 1575 als wahrscheinlicher angesehen wird aufgrund Eredis späteren Wirkens, welches sich nur in seiner Heimatstadt nachweisen lässt. Im Jahre 1599 unterrichtete er als Musikmeister für kurze Zeit am Seminar in Ravenna. Sein erstes Buch der Madrigale erschien im Jahre 1600. Er leitete ab 1621 das Orchester der Metropolitankirche und war zusätzlich an der musikalischen Gestaltung von verschiedenen kirchlichen Festen (u. a. in den Kirchen San Romualdo und San Giovanni Evangelista) aber auch weltlichen Festveranstaltungen der Stadt beteiligt. 1623 veröffentlichte er eine Sammlung von Psalmen, die Kardinal Luigi Capponi gewidmet waren und wurde im gleichen Jahr zum Maestro di cappella an der Kathedrale von Ravenna ernannt. Den Höhepunkt seiner Karriere bildete die Ernennung zum Maestro di capella von Ravenna im Jahre 1629. In der Zeit zwischen 1630 und 1636 unterrichtete er zusätzlich an der Abtei Sant’Apollinare Gesang und Orgelspiel und war auch dort für die musikalische Gestaltung zuständig. Über die Umstände und das genaue Jahr seines Todes ist nichts bekannt.

## Werke

### Weltliche Musik
- Il primo libro de madrigali – erstes Buch der Madrigale, 23 Madrigale für 5 Stimmen und Basso Continuo (Venedig 1600)
- L’Armida del Tasso – Sammlung von 20 Madrigalen für 5 Stimmen und Basso continuo (Venedig 1629)

### Geistliche Musik
- Integra Omnium Solemnitatum Vespertina Psalmodia – Psalmen, gewidmet Kardinal Luigi Capponi (1623)[3]